# Jesuit
Jesuit fue una banda de mathcore estadounidense originaria de Virginia Beach, Virginia formada en 1995. La banda se disolvió en 1999 y tuvo una reunión en 2011.

## Historia
Jesuit se formó en 1995 con el baterista J. How, el bajista Brett Matthews y los guitarristas Nate Newton (ex-Channel) y Kelly Posadas. En 1996 el grupo lanzó un EP de vinilo de 7", Jesuit, producido por Kurt Ballou y lanzado a través de Reservoir Records. La versión en CD del EP también agregó las tres canciones de la demo como pistas adicionales. En 1998, Jesuit giro por América del Norte con Botch y The Dillinger Escape Plan. El grupo cambió a Kelly Posadas por Brian Benoit, y lanzó un segundo EP homónimo a través de Hydra Head Records en 1999, nuevamente producido por Ballou. Jesuit se disolvió más tarde en 1999.
Después de la ruptura, Nate Newton y Brian Benoit se mudaron a Massachusetts y se unieron o formaron nuevas bandas. Newton participaría en Converge, Old Man Gloom y Doomriders. Benoit participaría con The Dillinger Escape Plan hasta que un daño nervioso severo en su brazo le dificultó tocar su instrumento.
En noviembre de 2010, Jesuit anunció su intención de actuar en algunos shows en 2011, y también lanzó una antología de los primeros lanzamientos del grupo. Magic Bullet Records lanzó la discografía de Jesuit en abril de 2011. El álbum recopilatorio presentó los dos EP, la demo y sus contribuciones con otros artistas, en orden cronológico inverso. Las canciones fueron remezcladas por Kurt Ballou en GodCity Studios, remasterizadas por Bob Lipton en Peerless Studios, y las obras de arte por Florian Bertmer y Brent Eyestone.
El 9 de abril de 2011, Jesuit realizó su primer espectáculo después de más de una década. El grupo abrió para las bandas también recientemente reformadas Unbroken, Indecision y Damnation A.D. en el club Santos Party House en Nueva York. Jesuit también actuó en el festival Virginia's Best Friends Day en agosto de 2011.

## Miembros
Miembros finales
- J. How – batería (1995-1999, 2011)
- Brett Matthews – voz, bajo (1995-1999, 2011)
- Nate Newton - voz, guitarra (1995-1999, 2011)
- Brian Benoit - guitarra (1997–1999, 2011)

Exmiembros
- Kelly Posadas - voz, guitarra (1995-1997, 2011)

## Discografía
EP
- Demo (1995, Autopublicación)
- Jesuit (1996, Reservoir)
- Jesuit (1999, Hydra Head)

Compilación
- Discography (2011, Magic Bullet)